# ۵۰۷ (میلادی)
۵۰۷ (میلادی) پانصد  و هفتمین سال تقویم میلادی است.

## درگذشتگان
‎